# SMS Erzherzog Albrecht (1872)
SMS Erzherzog Albrecht byla kasematová obrněná loď Rakousko-uherského námořnictva. Ve službě byla v letech 1874–1908. Následně byla využívána jako pomocné plavidlo. Roku 1920 byla v rámci reparací předána Itálii.

## Stavba
Inženýr Josef von Romako při návrhu tohoto plavidla aplikoval zkušenosti z bitvy u Visu. Postavila jej loděnice Stabilimento Tecnico Triestino v Terstu. Kýl lodi byl založen 1. června 1870, trup lodi byl spuštěn na vodu 24. dubna 1872 a hotová bitevní loď byla do služby přijata v červnu 1874.

## Konstrukce
Plavidlo bylo vyzbrojeno osmi 24cm kanóny Krupp L/22 a šesti 9cm kanóny Krupp L/24 BL. Děla byla umístěna v dvoupatrové pancéřované kasematě, přičemž část jich mohla střílet směrem vpřed. Trup plavidla byl navíc opatřen klounem. Pohonný systém tvořilo osm kotlů a jeden dvouválcový horizontální parní stroj o výkonu 3969 ihp, pohánějící jeden lodní šroub. Nejvyšší rychlost dosahovala 12,84 uzlu. Dosah byl 2300 námořních mil při rychlosti 10 uzlů.

### Modifikace
V 80. letech 19. století výzbroj posílily dva 66mm kanóny a čtyři 350mm torpédomety. V roce 1892 byly instalovány ještě čtyři 47mm kanóny, pět revolverových 47mm kanónů a dva pětihlavňové 25mm kanóny Nordenfeldt. Zároveň původní jeden komín nahradily dva nižší.

## Služba
Plavidlo bylo ve službě v letech 1874–1908. Roku 1908 bylo vyřazeno z první linie a využíváno ve výcviku dělostřelců pod novým jménem SMS Feuerspeier. Od roku 1915 sloužilo jako plovoucí kasárna. Po válce bylo v rámci reparací předáno Itálii a přejmenováno na Buttafuoco. Později bylo sešrotováno.